# Nilotanypus polycanthus
Nilotanypus polycanthus är en tvåvingeart som beskrevs av Cheng och Wang 2006. Nilotanypus polycanthus ingår i släktet Nilotanypus och familjen fjädermyggor. Inga underarter finns listade i Catalogue of Life.